# Clímene (oceánide)
En la mitología griega, Clímene (en griego: Κλυμένη Klyménē; en latín: Clymĕne, ‘fama’) era una de las ninfas oceánides, hija por tanto de Océano y Tetis. El papel de esta oceánide fue variando de manos de diferentes poetas.

## Clímene en laTeogonía
Clímene es descrita por primera vez en la Teogonía de Hesíodo, que la presentas como consorte del titán Jápeto y madre de cuatro célebres hijos: «Jápeto se llevó a la joven Clímene, oceánide de bellos tobillos y subió a su mismo lecho. Esta le dio un hijo, el intrépido Atlante, y parió al muy ilustre Menecio, al mañoso y astuto Prometeo y al torpe Epimeteo, que fue desde un principio siempre ruina para los hombres que se alimentan de pan». Apolodoro, que sigue a Hesíodo en su texto, la denomina en cambio Asia, pero por lo demás es el mismo personaje.
Otra versión dice que Clímene no era la esposa de Jápeto sino la madre de Deucalión en su unión con Prometeo. También pudiera ser la misma citada como madre de Mnemósine por Zeus, aunque el autor no lo deja claro.

## Clímene y Faetón enLas metamorfosis
La versión de Ovidio es la más célebre, y nos cuenta que fue la esposa de Mérope, rey de Etiopía. Clímene, hija de Océano, fue seducida por el dios-sol Helios, que la hizo madre de Faetón y de las helíades, aunque algunos autores piensan que la madre de estos era la ninfa Rode. Otra versión hace de Clímene la esposa legítima de Helios, ignorando la historia de Mérope.
Cuando Faetón, insultado por Épafo, le suplicó a su madre que le diera una prueba de su linaje divino, Clímene se compadeció y accedió a que conociera a su padre. Helios quiso conceder un deseo a Faetón, que pidió conducir el carro solar durante un día, pero no pudo controlar a los caballos y terminó quemando la Tierra y muriendo abrasado. Las Helíades, sus hermanas, lloraron tan fuertemente ante su sepulcro y tanto se lamentaron que los dioses las convirtieron en álamos y sus lágrimas en ámbar, que cayeron al río Erídano (Po). Su padre, Helios, estaba tan agobiado por la pena que un día entero transcurrió sin Sol, y la Tierra no se iluminaba más que por los grandes incendios que el carro había provocado.

## Clímene en la literatura española
Pedro Calderón de la Barca escribió una comedia sobre este mito: Apolo y Climene, publicada en la Quarta parte de comedias del celebre poeta español don Pedro Calderon de la Barca... (Madrid: Francisco Sanz, 1688).
Otra pieza de teatro de Calderón sobre el mismo tema es El Faetonte.